# Каста, Летиция
Лети́ция Ма́ри Лор Ка́ста (фр. Laetitia Marie Laure Casta; корс. Lætitia Maria Laura Casta; род. 11 мая 1978 года, Понт-Одеме, Нормандия, Франция) — французская супермодель и киноактриса. Была «лицом» брендов Victoria’s Secret и L'Oréal, снималась для многих модных журналов. В кино дебютировала в 1999 году, в 2010 году сыграла роль актрисы Брижит Бардо в фильме «Генсбур. Любовь хулигана». В 2000 году позировала для бюста Марианны — символа Франции.
Супруга актёра Луи Гарреля (2017—2025).

## Биография
Летиция Каста родилась во французском городе Понт-Одеме в 30 км к западу от Руана (Нормандия). Её мать была уроженкой Понт-Одеме, а отец родом с Корсики. В семье кроме неё было ещё двое детей: старший брат Жан-Батист и младшая сестра Мари-Анж.
В возрасте 15 лет Летиция заключила контракт с модельным агентством Madison Models и вскоре её фотографии появились в модном журнале Elle. В 1993 году приняла участие в успешной рекламной кампании джинсов Guess. В возрасте 18 лет она стала ведущей моделью производителя нижнего белья Victoria's Secret. Она снималась в рекламных роликах различных брендов, её фотографии появлялись на обложках таких журналов, как Её фотографии появлялись на обложках таких популярных журналов, как Cosmopolitan, Vogue, Rolling Stone, Elle и Glamour.
В 1999 году Летиция дебютировала в кино, снявшись в роли Фальбалы в фильме «Астерикс и Обеликс против Цезаря».
В 2000 году собранием мэров городов Франции была избрана прототипом национального символа Франции — Марианны.

### Личная жизнь
С 10 июня 2017 по 31 июля 2025 года Летиция была замужем за актёром Луи Гаррелем, с которым до этого встречалась в течение двух лет. У супругов есть сын — Азель (род. 17 марта 2021).
У Летиции есть трое детей от предыдущих отношений: дочь Сатин Седнуи (род. 19 октября 2001) от французского фотографа Стефано Седнуи, сын Орландо Аккорси (род. 21 сентября 2006) и дочь Афина Аккорси (род. 29 августа 2009) от итальянского актёра Стефано Аккорси.

## Фильмография

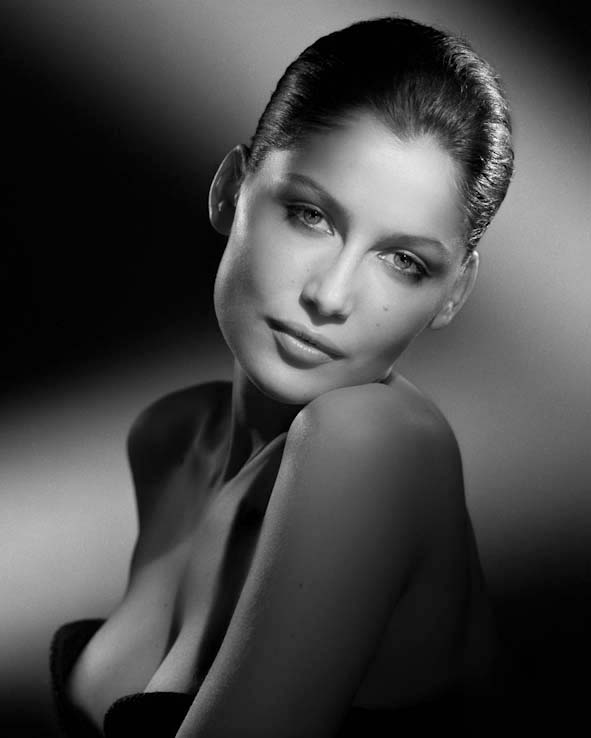

| Год  |    | Русское название                   | Оригинальное название                   | Роль               |
| ---- | -- | ---------------------------------- | --------------------------------------- | ------------------ |
| 1999 | ф  | Астерикс и Обеликс против Цезаря   | Astérix et Obélix contre César          | Фальбала           |
| 2000 | ф  | Голубой велосипед                  | La Bicyclette Bleue                     | Леа Дельма         |
| 2000 | ф  | Цыган                              | Gitano                                  | Люсия              |
| 2001 | ф  | Сильные души                       | Les âmes fortes                         | Тереза             |
| 2002 | ф  | Улица наслаждений                  | Rue des plaisirs                        | Марион             |
| 2003 | ф  | Заблуждение                        | Errance                                 | Лу                 |
| 2004 | тф | Луиза Санфеличе                    | Luisa Sanfelice                         | Луиза Санфеличе    |
| 2006 | ф  | Безрассудство Лувра                | La Déraison du Louvre                   | посетительница     |
| 2006 | ф  | Большая квартира                   | Le Grand appartement                    | Франческа Сигалоне |
| 2008 | ф  | Девушка и волки                    | La jeune fille et les loups             | Анжела Амблард     |
| 2008 | ф  | Рождённые в 68-м                   | Nés en 68                               | Катрин             |
| 2009 | ф  | Лицо                               | Visage                                  | Саломея            |
| 2010 | ф  | Генсбур. Любовь хулигана           | Serge Gainsbourg, vie héroïque          | Брижит Бардо       |
| 2011 | ф  | Кошмар за стеной                   | Derrière les murs                       | Сюзанна            |
| 2011 | ф  | Новая война пуговиц                | La guerre des boutons                   | Симона             |
| 2011 | ф  | Остров                             | The Island                              | Софи               |
| 2012 | ф  | Порочная страсть                   | Arbitrage                               | Жюли Кот           |
| 2012 | ф  | Не входить, мы не одеты            | Do Not Disturb                          | Анна Азуелос       |
| 2014 | ф  | Вот так подружка                   | Una Donna per Amica                     | Клаудия            |
| 2014 | ф  | Красотки в Париже                  | Sous les jupes des filles               | Агата              |
| 2014 | мф | Рио 2                              | Rio 2                                   | Перла              |
| 2015 | ф  | Апаши                              | Des Apaches                             | Жанна              |
| 2018 | ф  | Честный человек                    | L'Homme fidèle                          | Марианна           |
| 2018 | ф  | Идеальный дворец Фердинанда Шеваля | L'Incroyable Histoire du facteur Cheval | Филомена           |
| 2019 | ф  | Остров (сериал, 2019)              | Une Île                                 | Теа                |
| 2021 | ф  | Этот новый мир                     | La Croisade                             | Марианна           |
| 2024 | ф  | Правда или ложь                    | Una storia nera                         | Карла              |

## Награды и номинации
| Награда                        | Год  | Категория                            | Работа                   | Результат |
| ------------------------------ | ---- | ------------------------------------ | ------------------------ | --------- |
| Bambi Awards                   | 1999 | Восходящая звезда                    | н/д                      | Победа    |
| Марианна                       | 1999 | Национальный символ Франции          | н/д                      | Победа    |
| Askmen.com Awards              | 2001 | Top 50 Most Beautiful Women          | н/д                      | Победа    |
| Cabourg Romantic Film Festival | 2008 | Лучшая актриса                       | Рождённые в 68-м         | Победа    |
| Сезар                          | 2011 | Лучшая женская роль второго плана    | Генсбур. Любовь хулигана | Номинация |
| Орден Искусств и литературы    | 2012 | Кавалер ордена искусств и литературы | н/д                      | Победа    |
| Орден Почётного легиона        | 2021 | Кавалер ордена Почётного легиона     | н/д                      | Победа    |